# Marcos Prono
Marcos Andrés Prono Toñanez (ur. 16 maja 1975) – paragwajski pływak, uczestnik igrzysk olimpijskich. 

## Życiorys

### Igrzyska Olimpijskie
Na igrzyskach olimpijskich siedemnastoletni Prono wystąpił tylko raz - podczas XXV Letnich Igrzysk Olimpijskich w 1992 roku w Barcelonie. Wziął udział w dwóch konkurencjach pływackich. Na dystansie 100 metrów stylem grzbietowym wystartował w pierwszym wyścigu eliminacyjnym. Z czasem 1:02.72 zajął w nim pierwsze miejsce, a ostatecznie, w rankingu ogólnym, uplasował się na czterdziestym siódmym miejscu. Natomiast na dystansie 200 metrów stylem grzbietowym wystartował w pierwszym wyścigu eliminacyjnym. Z czasem 2:15.25 zajął w nim drugie miejsce, a ostatecznie, w rankingu ogólnym, uplasował się na trzydziestym dziewiątym miejscu.